# Саморобний вибуховий пристрій

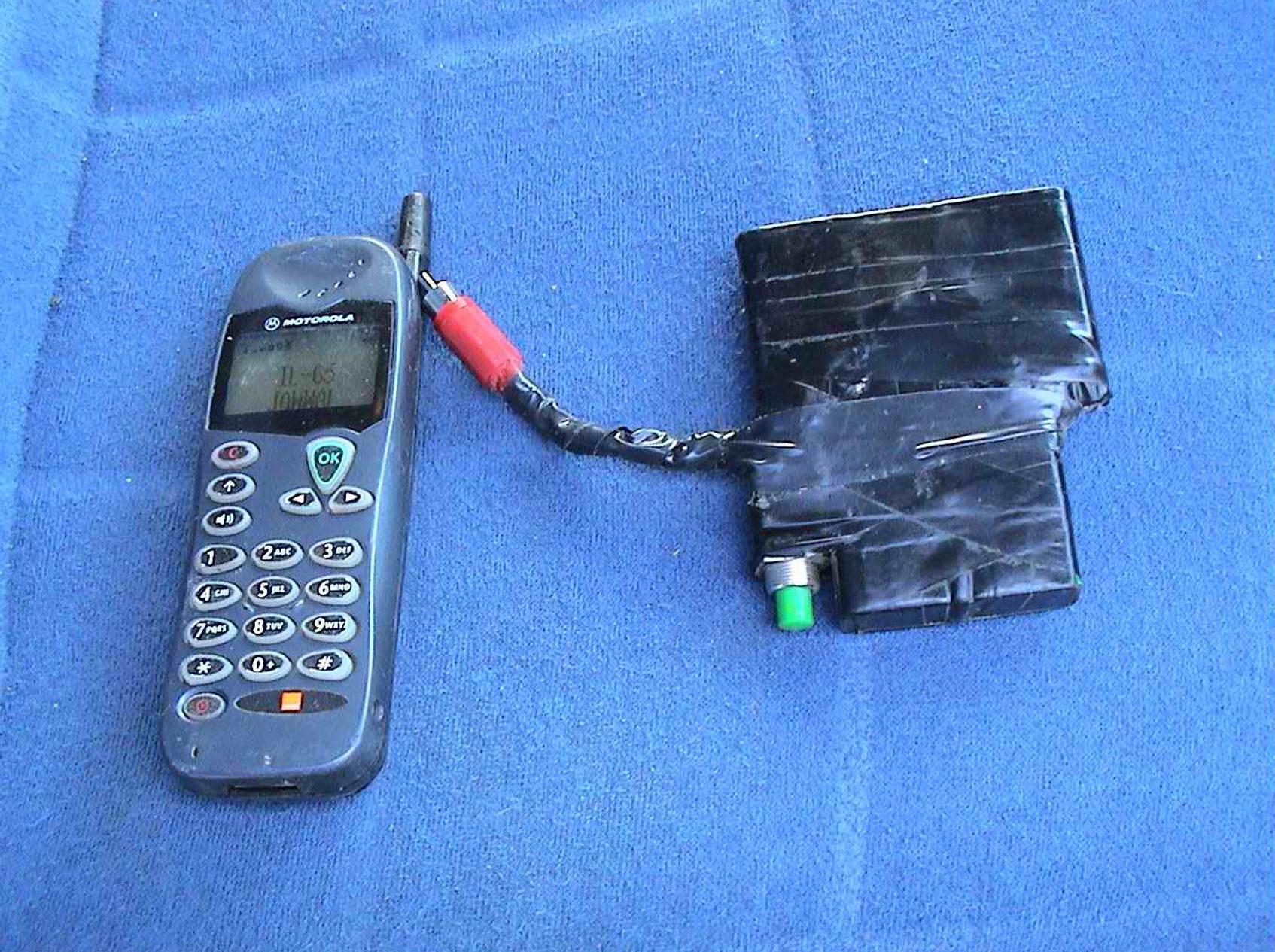
СВП, знайдений в Секторі Гази

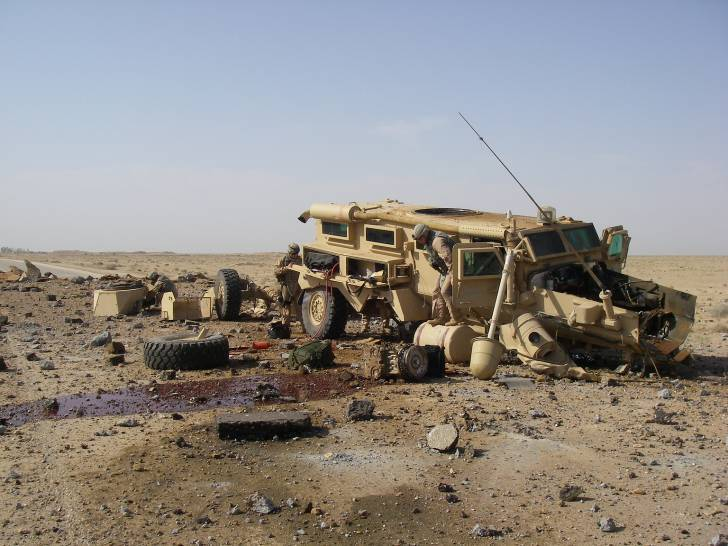
БТР Cougar після підриву на потужному СВП (вагою 130—220 кг) в провінції Анбар в Іраку, весь екіпаж вижив. 7 вересня 2007

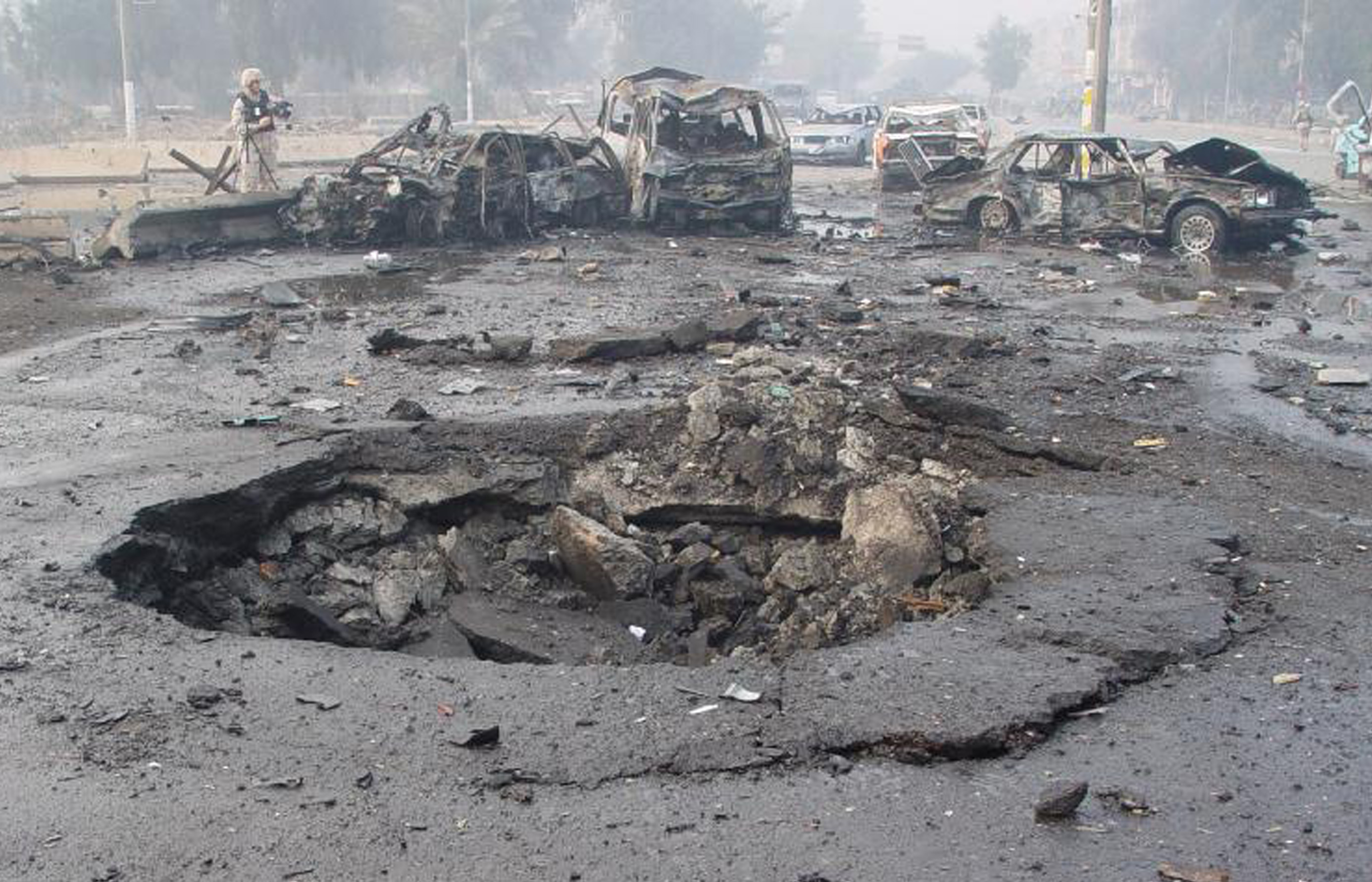
Результати підриву смертником СВП, встановленого на автомобілі. Багдад. 2007

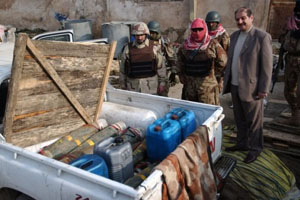
Цивільний автомобіль-пікап, оснащений саморобним вибуховим пристроєм, виготовленим кустарно з артилерійських снарядів та каністрами з бензином. Багдад

Саморобний вибуховий пристрій, СВП (англ. Improvised explosive device, IED; нім. Unkonventionelle Spreng- und Brandvorrichtung, USBV; рос. Самодельное взрывное устройство, СВУ) — вибухові предмети, вироблені індивідуально або групою осіб, завдяки хімічним сполукам різних компонентів, а також промислового виробництва, різної форми і розмірів, що за своїми характеристиками призначені для ураження людей, тварин, пошкодження різних об'єктів, техніки, будівель тощо дією вибухової хвилі чи уламків, які отримали напрямок руху в результаті їх термічного розкладу.
Під вибуховими речовинами господарської діяльності потрібно розуміти предмети промислового виробництва у вигляді шашок різної форми і розмірів, що за своїми конструктивними особливостями призначені для використання в народному господарстві — підривання пластів ґрунту, твердих порід у кар'єрах тощо. Саморобні вибухові пристрої також виготовляються з промислово виготовлених звичайних військових вибухових речовин чи боєприпасів, таких як артилерійські снаряди, авіаційні бомби, ручні та протитанкові гранати, прикріплених до механізму детонатора. Придорожні бомби — поширене використання саморобних вибухових пристроїв.
СВП можуть бути використані у терористичних діях або в нетрадиційній і партизанській війні або командос у ході військових дій. В іракській війні СВП були широко використані проти очолюваних США коаліційних сил, і до кінця 2007 року вони стали причиною приблизно 63 % смертей коаліції в Іраку. Вони також використовуються в Афганістані повстанськими групами, і викликали більше 66 % жертв коаліції в сучасній афганській війні.